# Tornei di tennis maschili nel 1880
Prima della nascita della cosiddetta "Era Open" del tennis, ossia l'apertura ai tennisti professionisti degli eventi più importanti, tutti i tornei erano riservati ad atleti dilettanti. Nel 1880 tutti i tornei erano amatoriali, tra questi c'era il Torneo di Wimbledon, unico torneo del Grande Slam che si è disputato in quell'anno.
Nel 1880 venne disputata la 4ª edizione del Torneo di Wimbledon questo vide la vittoria del detentore del titolo dell'anno precedente John Hartley vincitore nel Challenge Round su Herbert Lawford che aveva vinto il torneo preliminare sconfiggendo in finale Otway Edward Woodhouse per 6–5, 6–4, 6–0. 

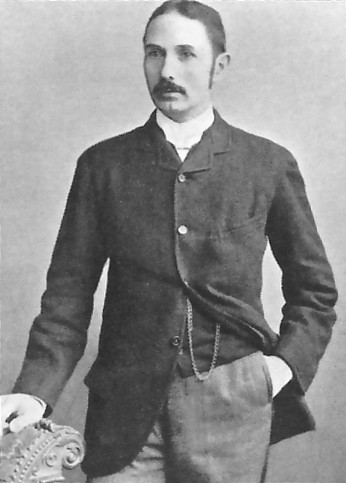
John Hartley vincitore della 4ª edizione del Torneo di Wimbledon

Nel 1880 venne disputato anche la seconda edizione dell'Irish Championships, che nei primi anni di vita aveva un'importanza quasi pari a quella del Torneo di Wimbledon. Nella sua seconda edizione s'impose il britannico William Renshaw che sconfisse in finale il detentore del titolo Vere St. Leger Goold per 6-1 6-4 6-3. William Renshaw nel corso della sua carriera avrebbe poi vinto 7 edizioni del Torneo di Wimbledon stabilendo un record che venne poi eguagliato da Pete Sampras e superato da Roger Federer. A gennaio venne disputato a Melbourne il Victorian Championships, torneo precursore dell'attuale Australian Open.

## Calendario

### Gennaio
| Settimana  | Torneo                                                                    | Vincitore              | Finalista    | Semifinalisti | Eliminati ai quarti |
| ---------- | ------------------------------------------------------------------------- | ---------------------- | ------------ | ------------- | ------------------- |
| 23 gennaio | Victorian Championships 1880 Melbourne, Australia Erba Singolare - Doppio | A.F. Robinson walkover | H.M Strachan |               |                     |
| 23 gennaio | Victorian Championships 1880 Melbourne, Australia Erba Singolare - Doppio |                        |              |               |                     |

### Febbraio
Nessun evento

### Marzo
Nessun evento

### Aprile
Nessun evento

### Maggio
| Settimana | Torneo                                                                       | Vincitore                      | Finalista            | Semifinalisti | Eliminati ai quarti |
| --------- | ---------------------------------------------------------------------------- | ------------------------------ | -------------------- | ------------- | ------------------- |
| 17 maggio | Northen Championships 1880 Manchester, Gran Bretagna Erba Singolare - Doppio | Richard Richardson 6-0 6-3 6-0 | Walter Edwin Fairlie |               |                     |
| 17 maggio | Northen Championships 1880 Manchester, Gran Bretagna Erba Singolare - Doppio |                                |                      |               |                     |
| 28 maggio | Irish Championships 1880 Dublino, Irlanda Erba Singolare - Doppio            | William Renshaw 6-1 6-4 6-3    | Vere St. Leger Goold |               |                     |
| 28 maggio | Irish Championships 1880 Dublino, Irlanda Erba Singolare - Doppio            |                                |                      |               |                     |

### Giugno
Nessun evento

### Luglio
| Settimana | Torneo                                                                         | Vincitore                           | Finalista       | Semifinalisti | Eliminati ai quarti |
| --------- | ------------------------------------------------------------------------------ | ----------------------------------- | --------------- | ------------- | ------------------- |
| 1º luglio | Prince's Club Championships 1880 Londra, Gran Bretagna Erba Singolare - Doppio | Herbert Lawford 5-7 5-7 6-3 6-0 8-6 | Edgar Lubbock   |               |                     |
| 1º luglio | Prince's Club Championships 1880 Londra, Gran Bretagna Erba Singolare - Doppio |                                     |                 |               |                     |
| 15 luglio | Torneo di Wimbledon 1880 Londra, Gran Bretagna Erba Singolare                  | John Hartley 6-3 6-2 2-6 6-3        | Herbert Lawford |               |                     |

### Agosto
| Settimana | Torneo                                                                  | Vincitore               | Finalista               | Semifinalisti | Eliminati ai quarti |
| --------- | ----------------------------------------------------------------------- | ----------------------- | ----------------------- | ------------- | ------------------- |
| 15 agosto | Scottish Championships 1880 Edimburgo, Gran Bretagna Singolare - Doppio | James Patten MacDougall | Leslie Balfour-Melville |               |                     |
| 15 agosto | Scottish Championships 1880 Edimburgo, Gran Bretagna Singolare - Doppio |                         |                         |               |                     |

### Settembre
Nessun evento

### Ottobre
| Settimana | Torneo                                                                    | Vincitore               | Finalista      | Semifinalisti | Eliminati ai quarti |
| --------- | ------------------------------------------------------------------------- | ----------------------- | -------------- | ------------- | ------------------- |
| 9 ottobre | Sussex Championships 1880 Brighton, Gran Bretagna Erba Singolare - Doppio | William Renshaw 6-3 6-3 | Ernest Renshaw |               |                     |
| 9 ottobre | Sussex Championships 1880 Brighton, Gran Bretagna Erba Singolare - Doppio |                         |                |               |                     |

### Novembre
| Settimana   | Torneo                                                                                   | Vincitore              | Finalista       | Semifinalisti | Eliminati ai quarti |
| ----------- | ---------------------------------------------------------------------------------------- | ---------------------- | --------------- | ------------- | ------------------- |
| 19 novembre | Victorian Autumn Championships 1880 Melbourne, Australia Calcestruzzo Singolare - Doppio | Frank Highett walkover | E.W. Wallington |               |                     |
| 19 novembre | Victorian Autumn Championships 1880 Melbourne, Australia Calcestruzzo Singolare - Doppio |                        |                 |               |                     |

### Dicembre
Nessun evento